# بری اورتن
بری اورتن (انگلیسی: Barry Orton؛ (زادهٔ ۲۸ مهٔ ۱۹۵۸ – درگذشتهٔ ۱۹ مارس ۲۰۲۱) یک کشتی‌گیر کشتی حرفه‌ای اهل ایالات متحده آمریکا بود.